# Регу, Паула
Паула Регу (порт. Paula Rego; 26 января 1935[…], Лиссабон — 8 июня 2022, Лондон) — португальская художница. Драматизм и монументальность работ художницы делают её творчество заметным явлением фигуративной живописи XX столетия.

## Биография
Родилась в семье среднего класса в Лиссабоне. Её отец был инженером-электриком в компании Marconi. В 1936 году её отец был отправлен на работу в Соединенное Королевство. Регу осталась в Португалии со своей бабушкой до 1939 года. Бабушка стала важной фигурой в её жизни. От неё художница узнала множество традиционных народных сказок, которые повлияли на её творчество.
- 1945—1951: Школа Святого Жулиана (англ.), Каркавелуш
- 1952—1956: Школа Слейда, Лондон.
- 1956—1963: Жила в Португалии с мужем, художником Виктором Уиллингом (1928—1988) и тремя детьми.
- 1962—1963: Грант Фонда Гюльбенкяна , Лиссабон
- 1976: Оседает в Лондоне
- 1983: Лекции по живописи в Школе Слейда, Лондон
- 1989: Номинирована на Премию Тернера
- 1990: Зарегистрирована как первый официальный член Ассоциации художников Национальной галереи в Лондоне.
- 1991: Выполнила роспись во вновь построенном крыле Галереи Сейнсбери.
- 1992: Почётный магистр искусств Винчестерской школы искусств.
- 1999: Почётный доктор Сент-Эндрюсского университета, Шотландия
- 2000: Почётный доктор, Род-Айлендская школа дизайна (Rhode Island School of Design), США
- 2002: Почётный доктор, Лондонский институт (The London Institute)
- 2004: «Большой крест Ордена Сантьяго», вручен президентом Португалии
- 2005: Почётный доктор Оксфордского и Рохамптонского университетов.

Жила и работала в Лондоне.

## Творчество
Ранние работы Паулы Регу, датированные 1960—1970 годами, выполнены в духе нео-дада. Используя смешанную технику, коллаж и живопись, она играет с детскими, фетишистскими, травматическими образами, которые позднее будут присущи её зрелому стилю. Для неё были характерны изображения узоров, замысловатых фигур, животных, фантастических предметов. Паула Регу была участницей «Лондонской группы», выставлялась с такими художниками как Дэвид Хокни и Р. Б. Китай. Регу со временем выработала собственный узнаваемый стиль, во многом иллюстративный, даже немного карикатурный, родственный Люсьену Фрейду, но с сильным оттенком влияния книг Беатрис Поттер и страшных сказочных историй. Её работы часто демонстрируют зловещую сторону образов, подчеркивая господство зла или низвержение привычного порядка вещей. Иногда художница обращается к социальным темам и отношениям, которые полемичны, примером может быть её «Triptych» (1998), посвящённый абортам (находится в собрании Abbot Hall Art Gallery в городе Кендал). Стиль Регу часто сравнивали с мультфильмами и книжными иллюстрациями. Как в сказочных историях, животные часто были изображены в человеческих ролях и ситуациях. Более поздние работы Регу выполнены в более реалистичном духе, но порой сохраняют ассоциации с животными, как, например, в серии пастелей «Dog Woman» 1990-х годов, где женщина изображена в позах собаки (на четвереньках, воющей на луну и т. п.).